# Кивасо
Кивасо (итал. Chivasso) је насеље у Италији у округу Торино, региону Пијемонт.
Према процени из 2011. у насељу је живело 23017 становника. Насеље се налази на надморској висини од 180 м.

## Становништво
| 1936.  | 1951.  | 1961.  | 1971.  | 1981.  | 1991.  | 2001.  | 2011.  |
| ------ | ------ | ------ | ------ | ------ | ------ | ------ | ------ |
| 11.590 | 12.356 | 16.427 | 25.807 | 26.650 | 24.758 | 23.648 | 25.914 |